# Tecticornia
Tecticornia es un género de plantas suculentas, tolerantes a la sal en gran parte endémica de Australia. En 2007, el género Halosarcia, junto con otros tres géneros de Australia (Pachycornia, Sclerostegia y Tegicornia) se incorporó en el género Comprende 40 especies descritas.

## Taxonomía
El género fue descrito por Joseph Dalton Hooker y publicado en Genera Plantarum 3: 65. 1880. La especie tipo es Tecticornia cinerea (F. Muell) Bailon. 

## Especies
Las especies incluyen:
- Tecticornia arborea Paul G.Wilson (Bulli Bulli)
- Tecticornia arbuscula (R.Br.) K.A.Sheph. & Paul G.Wilson (Shrubby Glasswort)
- Tecticornia auriculata (Paul G.Wilson) K.A.Sheph. & Paul G.Wilson
- Tecticornia australasica (Moq.) Paul G.Wilson
- Tecticornia bibenda K.A.Sheph. & S.J.van Leeuwen
- Tecticornia bulbosa (Paul G.Wilson) K.A.Sheph. & PaulG.Wilson[5]
- Tecticornia calyptrata (Paul G.Wilson) K.A.Sheph. & Paul G.Wilson[6]
- Tecticornia chartacea (Paul G.Wilson) K.A.Sheph. & Paul G.Wilson
- Tecticornia cupuliformis (Paul G.Wilson) K.A.Sheph. & Paul G.Wilson
- Tecticornia disarticulata (Paul G.Wilson) K.A.Sheph. & Paul G.Wilson
- Tecticornia doleiformis (Paul G.Wilson) K.A.Sheph. & Paul G.Wilson
- Tecticornia entrichoma (Paul G.Wilson) K.A.Sheph. & Paul G.Wilson
- Tecticornia fimbriata (Paul G.Wilson) K.A.Sheph. & Paul G.Wilson
- Tecticornia flabelliformis (Paul G.Wilson) K.A.Sheph. & Paul G.Wilson[7][8]
- Tecticornia fontinalis (Paul G.Wilson) K.A.Sheph. & Paul G.Wilson
- Tecticornia halocnemoides (Nees) K.A.Sheph. & Paul G.Wilson
- Tecticornia indica (Willd.) K.A.Sheph. & Paul G.Wilson
- Tecticornia laevigata K.A.Sheph.
- Tecticornia lepidosperma (Paul G.Wilson) K.A.Sheph. & Paul G.Wilson
- Tecticornia leptoclada (Paul G.Wilson) K.A.Sheph. & Paul G.Wilson
- Tecticornia lylei (Ewart & Jean White) K.A.Sheph. & Paul G.Wilson
- Tecticornia mellaria K.A.Sheph.
- Tecticornia medullosa (Paul G.Wilson) K.A.Sheph. & Paul G.Wilson
- Tecticornia moniliformis (Paul G.Wilson) K.A.Sheph. & Paul G.Wilson
- Tecticornia nitida (Paul G.Wilson) K.A.Sheph. & Paul G.Wilson
- Tecticornia peltata (Paul G.Wilson) K.A.Sheph. & Paul G.Wilson
- Tecticornia pergranulata (J.M.Black) K.A.Sheph. & Paul G.Wilson
- Tecticornia pluriflora (Paul G. Wilson) K.A.Sheph. & Paul G.Wilson
- Tecticornia pruinosa (Paulsen) K.A.Sheph. & Paul G.Wilson
- Tecticornia pterygosperma (J.M.Black) K.A.Sheph. & Paul G.Wilson
- Tecticornia syncarpa (Paul G.Wilson) K.A.Sheph. & Paul G.Wilson
- Tecticornia tenuis (Benth.) K.A.Sheph. & Paul G.Wilson
- Tecticornia triandra (F.Muell.) K.A.Sheph. & Paul G.Wilson
- Tecticornia undulata (Paul G.Wilson) K.A.Sheph. & Paul G.Wilson
- Tecticornia uniflora (Paul G.Wilson) K.A.Sheph. & Paul G.Wilson
- Tecticornia verrucosa Paul G.Wilson